# Lady og Vagabonden 2: Vaks på eventyr
Lady og Vagabonden 2: Vaks på eventyr er en tegnefilm fra The Walt Disney Company, der produceres af Disney Television Animation og udgivet af Walt Disney Home Video. Filmen er en efterfølger til Lady og Vagabonden, en film fra Walt Disney fra 1955. Filmen blev udgivet direkte på video den 27. februar 2001. Instruktør Darrell Rooney har tidligere instrueret Løvernes Konge 2: Simbas stolthed.

## Danske Stemmer
- Vaks − Laus Høybye
- Angel − Annette Heick
- Buster − Bjarne Henriksen
- Vagabonden − Peter Jorde
- Lady − Cecilia Zwick Nash
- Skot − John Martinus
- Trofast − John Hahn-Petersen
- Luffe − Ole Fick
- Nestor − Ole Varde Lassen
- Francois − Timm Mehrens
- Rosa − Ghita Nørby
- Hundefanger – Donald Andersen
- Permand – Henrik Koefoed
- Darling – Vibeke Hastrup
- Vaks’ Søster (Blåt) – Sara Poulsen
- Vaks’ Søster (Hvidt) – Annevig Schelde Ebbe
- Vaks’ Søster (Rødt) – Amalie Dollerup
- Junior – Julian T. Kellermann
- Tony – Dario Campeotto
- Joe – Anders Bircow
- Tante Sarah – Grethe Mogensen

### I Øvrigt Medvirkende
- Peter Secher Schmidt
- Søren Ulrichs

## Musik
| Dansk titel                               | Dansk Kunstner                                                                                        |
| ----------------------------------------- | --- |
| "Vel mødt - Prolog"                       | Amalie Dollerup, Annevig Schelde Ebbe, Sara Poulsen, Cecilia Zwick Nash, Peter Jorde, Tritonius-koret |
| "Et liv uden Tremmer"                     | Laus Høybye                                                                                           |
| "På Lossepladsen"                         | Bjarne Henriksen, Ole Fick, Ole Varde Lassen, Timm Mehrens, Ghita Nørby                               |
| "Jeg føler Noget jeg Aldrig før har følt" | Laus Høybye, Annette Heick                                                                            |
| "Altid nær"                               | Cecilia Zwick Nash, Peter Jorde, Annette Heick, Laus Høybye                                           |
| "Epilog"                                  | Tritonius-koret                                                                                       |

### Dansk version
| Instruktør, dialog og sange                                                | Vibeke Dueholm                   |
| Oversætte, dialog                                                          | Thomas Maintz /Medieværket       |
| Oversætte, sange                                                           | Morten Holm-Nielsen /Medieværket |
| Indspilning                                                                | Sun Studio A,S                   |
| Kreativ Supervisor                                                         | Kirsten Saabye                   |
| ''Dansk version produceret af'' Disney Character Voice International, Inc. |                                  |